# Semiothisa eremias
Semiothisa eremias là một loài bướm đêm trong họ Geometridae.